# Bettina Meyer

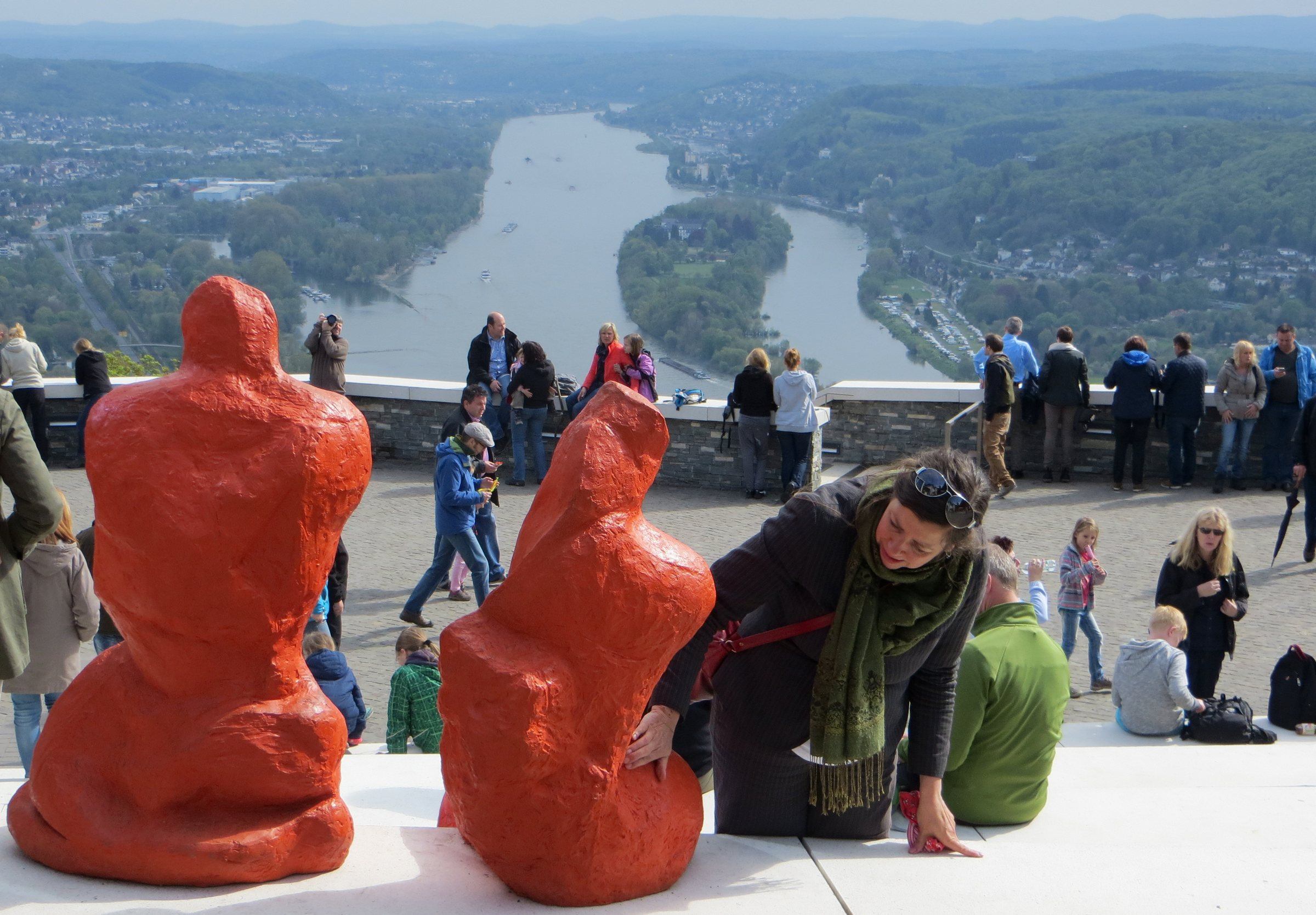
Two Forms Skulptur am Drachenfels mit Künstlerin

Bettina Meyer (* 1968 in Hameln) ist eine deutsche Bildhauerin und Zeichnerin. Sie lebt und arbeitet in Düsseldorf.

## Leben und Wirken

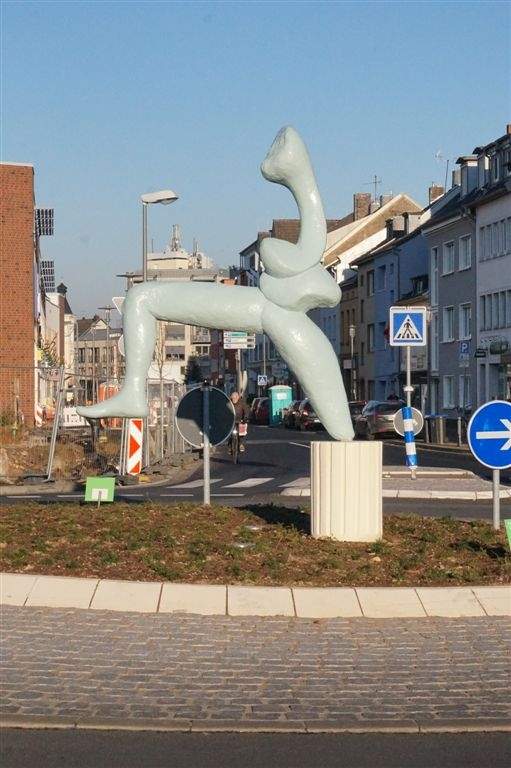
Tor für Brühl am Südkreisel der Stadt

Bettina Meyer studierte von 1989 bis 1991 freie Malerei bei Reinhard Voigt und HP Zimmer in Braunschweig. Es folgte das Studium der Bildhauerei bei Klaus Rinke an der Kunstakademie Düsseldorf. Nach ihrem Diplom 1995 war sie bis 1997 Meisterschülerin bei Rinke und erhielt den Akademiebrief der Kunstakademie Düsseldorf.
1998 erhielt sie ein Stipendium des Künstlerdorfes Schöppingen. Ein Jahresstipendium des Deutschen Akademischen Austauschdienstes (DAAD) förderte ihren Aufenthalt in Sankt Petersburg im Jahr 2000, in welchem Meyer bei Timur Novikov den Master of Media abschloss.
2014 gewann Meyer den Skulpturenwettbewerb ‚schöne aussichten’ des Kulturbüros Nr. 5, worauf die Arbeit am Drachenfels bei Königswinter realisiert wurde.
Im Jahr 2016 erhielt sie den Zuschlag für einen Wettbewerb der Stadt Brühl, mit einer Skulptur den  Kreisverkehr ‚Südkreisel’ wieder als zentralen Ort zu inszenieren und damit ein neues Eingangstor zur Innenstadt zu gestalten. Die 2,60 Meter hohe Arbeit verbindet abstrakte und figürliche Elemente und wurde am 6. Dezember von Vizebürgermeister Poschmann eingeweiht.

## Arbeiten im öffentlichen Raum
- Tor für Brühl (GFK) Südkreisel Brühl; seit Dezember 2016
- Two Forms (GFK) Drachenfels-Plateau; seit März 2015
- Form 4 – Läufer (Bronze) Schlosspark Köln-Stammheim; bis Mai 2011[4]
- Ursula (Bronze) zur Ursula von Köln, Ursula-Gartenstraße, Köln; seit 2004[5]
- Form 1, Wachs, St. Mariä Geburt, Wallfahrtskirche in Eggerode, 1999

## Einzelausstellungen
- 2022 „Interdependenz“, Städtisches Museum Wesel[6]
- 2023 Die „Nacht auf dem Drachenfels“, Königswinter[7]
  - artwalk, Grafenberger Wald, Düsseldorf[8]
- 2022 „rihgt here, right now“, The Pool, Düsseldorf,[9]
- 2021 OTIP, „Objet Trouve im Proun“, Galerie Pamme-Vogelsang, Köln,[10]
- 2020, „Terra incognita“, OK 25, Düsseldorf,[11]
- 2017 Bettina Meyer und Dragan Vojvodic: Reformation, Goethe-Institut, Belgrad[12]
  - Ich zerschlage die Schale der Geschichte, Galerie Pamme-Vogelsang, Köln
- 2016 The Moment when order is disrupted, Gallery from the Faculty of fine Arts, Belgrad (K)[13]
- 2015 Schöne Aussichten, Drachenfels, Königswinter
- 2012 Drift, mit Rolf Schanko, Galerie Pamme-Vogelsang, Köln
- 2010 Die Idiotie des Realen, Kunstverein Krefeld (K)
  - Gestalt & Form, Galerie Pamme-Vogelsang, Köln
- 2008 Form & Figur, GAG Innenstadt, Köln-Altstadt (K)
- 2009 Zustand und Haltung, Galerie ARTAe, Leipzig[14]
  - Skulptur 09, Studio Holterhoff, Köln
- 2000 Bettina Meyer, Galerie 21, St. Petersburg
- 1999 Löwenmäulchen, Galerie Geviert, Berlin

## Ausstellungen (Auswahl)
- 2018 exercise with stones, Alte Feuerwache Loschwitz, Dresden[15]
- 2017 Eduard Bargheer mit Bettina Meyer, Galerie d\d contemporary, Düsseldorf
- 2016 Migrants of mental space, Museum of Contemporary Art Vojvodina, Novi Sad, Serbien[16]
- 2015 Die Blaue Reiterin und ihr Freundeskreis, Frauenmuseum Bonn[17]
  - Pneuma, die Luft ist nicht nichts, Kreuzgang der Basilika, St. Margareta, Düsseldorf
- 2012 Körper – Corpus, Depot Dortmund
- 2008 Das Marsprojekt, Kolbhalle, Köln-Ehrenfeld[18]
  - Rheinblicke Einblicke, Schlosspark Köln-Stammheim
  - Natur – Raum, Galerie Lindbeck, Hannover
  - Deutscher Frühherbst, Galerie ARTAe, Leipzig
  - Tangenten, Meisterhaus Kandinsky, Dessau
- 2007 Licht in den Bunker, Bonn
  - vierwändekunst, Düsseldorf
- 2006  Figürliche Positionen, Gloriahalle, Düsseldorf
  -  Miniaturenausstellung , Fürstenwalde (K)
- 2004 Galerie Claudia Simon, Düsseldorf
- 2002 zoll, Zollhof, Düsseldorf
- 2003 Schloss Burgau, Düren, (K)
- 2001 all day/every day, WestLB Istanbul[19]
  - optorama, Kunstverein Oberhausen,
  - Mediaartfestival, Manege, St. Petersburg
- 1999 Basis, Museum Insel Hombrioch, Raketenstation (K)
  - Der harte Kern, Institut für zeitgenössische Kunst, Nürnberg,
  - Schichtwechsel, Kunstmuseum Ahlen
  -  saldo, Simultanhalle, Köln
- 1997 Galerie im Kunstwerk Köln
  - Saldo, Kunstmuseum Düsseldorf im Ehrenhof, (K)[20]
- 1996 Rinke Klasse, Galerie Brühlsche Terrasse, Dresden
  - International Exhibition of art colleges, Hiroshima (K)
- 1994 Galerie Dröscher Meyer, Düsseldorf
- 1992  Szene Hannover, Kunstverein Hannover (K)

## Bibliographie (Auswahl)
- Sanja Kojic Mladenov, in Kat: Migrants of mental space, Museum für zeitgenössische Kunst Vojvodina (Serbien)
- Bettina Meyer, The Moment when order is disrupted, in: Folder, Faculty of fine arts Belgrad (Serbien), 2016
- Marietta Franke, Aus der Fremde. Zu neuen Arbeiten von Bettina Meyer/From foreign Parts. On Bettina Meyers recent works, in: Kat. Transformationen, Kettler Verlag, 2016, S. 21–58. ISBN 978-3-86206-599-8[21]
- Jens Hinrichsen, Schöner als ein Stoppschild, in: Monopol, 1. März 2015, S. 25.
- Anna & Bernhard Blume: de-konstruktiv. Bilder aus dem wirklichen Leben, Kat. zur Ausstellung Museum am Ostwall, Dortmund/Haus Konstruktiv, Zürich, 2006/2007, Fotos in der Ausstellung, S. 134/135 ISBN 978-3-86678-029-3
- Marietta Franke,Innere Bewegung und Befragung. Über die künstlerische Arbeit von Bettina Meyer / Inner movement and questioning. Approach to the Artistic Work of Bettina Meyer, im Katalog Ausstellung Die Idiotie des Realen - Bettina Meyer; Objekte, Skulpturen, Zeichnungen (2010-2011 : Krefeld). Hrsg. Kunstverein Krefeld, 2010, Snoeck, S. 6–22., ISBN 3-940953-71-7.[22]
- Stephan Wiese, Ursula Eisenbach in Kat: SALDO, 23 Jahre Rinke-Klasse an der Kunstakademie Düsseldorf. ISBN 978-3-932189-93-7.